# Anaheim Mobile Home Estates
Anaheim Mobile Home Estates es un área no incorporada ubicada en el condado de Orange en el estado estadounidense de California.

## Geografía
Anaheim Mobile Home Estates se encuentra ubicada en las coordenadas 33°48′55″N 117°59′48″O / 33.81528, -117.99667.